# Marta Robles
Marta Robles (Madrid, 30 de juny de 1963) és una periodista i escriptora espanyola.

## Ràdio
Llicenciada en ciències de la informació, branca Periodisme, per la Universitat Complutense de Madrid. Comença a treballar, abans d'acabar la carrera en la revista Tiempo el 1987. El 1989 donaria el salt al món de la ràdio, presentant el programa Caliente y frío, de Radio Intercontinental que compatibilitzaria amb el seu treball en televisió, on va començar el 1988.
D'aquí passa a la Cadena SER, on va dirigir i presentar un espai de matinada titulat De la noche a la mañana. En la mateixa cadena conduiria El Serial (1993), amb Javier Capitán i Luis Figuerola-Ferreti i dirigiria i presentaria Si amanece nos vamos (1993–1994) o A vivir que son dos días (1994-1996). El 1998 entra a Onda Cero, on va dirigir i presentar el programa de la tarda A toda radio fins a 2000.
El 2001 va col·laborar en el programa de Carlos Herrera, Herrera en la Onda, a Onda Cero. Entre setembre de 2008 i juny de 2010 va col·laborar en el programa Queremos hablar, de Punto Radio, presentat per Ana García Lozano. El 2011 va col·laborar en el programa En casa de Herrero, a esRadio. Des de març de 2013, dirigeix i presenta Entre comillas, un magazín dedicat a la creació en castellà (literatura, cinema, música, etc.), per a l'Agència EFE.

## Televisió
La seva primera oportunitat en televisió li va oferir el 1988 Canal 10, la televisió per satèl·lit que va crear José María Calviño, abans del naixement de les privades i que emetia des de Londres. Allí va coincidir amb Mon Santiso o Daniel Écija, entre d'altres. L'octubre de 1989 va tornar a Madrid i va entrar a treballar com a coordinadora, guionista i presentadora del magazín de Castella-la Manxa de TVE, que llavors emetia des del centre de Paseo de la Habana.
Quan el centre es va traslladar a Toledo, Marta Robles va decidir provar sort a Telemadrid, una recentment creada televisió autonòmica, en la qual primer va presentar la continuïtat, després el programa El Ruedo, més tard va dirigir i presentar Verano en El Escorial i seguidament el magazín cultural A todo Madrid. Finalment va presentar amb Rafa Luque l'edició del cap de setmana del Telenoticias. Va romandre a Telemadrid fins a 1991.
El 1992 va entrar com a redactora dels informatius de Telecinco, on també va presentar en algunes ocasions. El 1993, Jesús Hermida la va fitxar per al seu nou programa d'Antena 3 Hermida y Cía. Un any després, se li encarrega la presentació de l'informatiu A toda página (1994-1997), en el qual es recollien notícies de crònica social i successos.
L'abril de 1996 se li encarrega la presentació del programa de record històric Qué memoria la mía, dirigit per José María Íñigo, que no obstant això només es manté dues setmanes en la graella. Entre octubre de 1996 i gener de 1997 va presentar i subdirigir l'edició del vespre de l'informatiu Antena 3 Noticias (1996), en substitució de Pedro Piqueras. El 1998 va presentar, sempre a Antena 3, el programa d'investigació Contraportada i seguidament els informatius internacionals de la cadena. Un any més tard va conduir a la mateixa cadena el magazín El tiempo pasa, corazón.
El 2002 va presentar el programa d'actualitat Equipo de Investigación a Onda 6 i a més va col·laborar assíduament al programa Esta es mi historia de TVE. El 2004 va tornar a Telemadrid, per presentar el magazín Gran Vía de Madrid (2004-2005) i l'espai sobre moda, tendències i actualitat Madrid a la última (2005-2011), del que també va ser directora. El 2012 va presentar i va dirigir el magazín diari Ahora, Marta, també en Telemadrid. Col·labora en el programa de TVE Amigas y conocidas.

## Premsa
Ha col·laborat entre altres publicacions en Man, Woman, Panorama, Elle, Dunia, El Semanal XXL i el suplement de La Vanguardia, en la revista i a la web de Wapa i en la Guia del Ocio. En l'actualitat escriu al diari La Razón, a La Gaceta de Salamanca i a Objetivo Bienestar. Entre 2014 i 2015 va dirigir i va editar la revista online Mass Benestar.

## Llibres publicats
- El mundo en mis manos (1991), amb Pedro J. Ramírez. (no ficció)
- La dama del PSOE (1992), amb Almudena Bermejo. (biografia de Carmen Romero). (no ficció)
- Los elegidos de la fortuna (1999). (no ficció)
- Las once caras de María Lisboa (2001). (ficció)
- Parque Oceanográfico Universal de Valencia (2003). (no ficció)
- Diario de una cuarentona embarazada (2008). (ficció)
- Don Juan (Colectivo) (2008). (ficció)
- Madrid me Marta (2010). (no ficció)
- Luisa y los espejos (2013), Premi Fernando Lara 2013. (ficció)
- "Usted primero" (2015), amb Carmen Posadas (no ficció)

## Premis i reconeixements
- Premi Fernando Lara de novel·la 2013 per Luisa y los espejos.
- Antena d'Or (2011). Premi extraordinari.
- Antena de Plata (2006) de televisió per A la última..
- Premi Cosmopolitan TV (2006).[cal citació]
- Premi Especial de Comunicació de l'Associació de Comunicació i Relacions Públiques de Madrid (2005).[cal citació]
- Premi Nacional de Periodisme Comtat de Noreña (2004).[cal citació]
- Antena d'Or (2000) per A toda radio.
- TP d'Or (1995) a la millor presentadora per A toda página.
- Antena de Plata (1995) de ràdio per Si amanece nos vamos.
- Woman d'Or (1995).[cal citació]
- Premi de comunicació i relacions públiques en la categoria de "Especial comunicació".[cal citació]